# Jemma Redmond
Jemma Redmond (* 16. März 1978 in Tallaght, Irland; † 16. August 2016) war eine irische Physikerin und Biowissenschaftlerin. Sie war die Gründerin des preisgekrönten 3D-Bioprinting-Startups Ourobotics. Sie hat einen erschwinglichen, modularen 3D-Biodrucker mit einem einzigartigen Konvertierungssystem entwickelt, das zehn oder mehr 3D-Druckmaterialien in einer biogedruckten 3D-Struktur verarbeiten kann. Sie erforschte einen Weg, Zellen während des Druckens am Leben zu erhalten.

## Leben und Werk
Redmond war eine Tochter von insgesamt drei Kindern eines Bauarbeiters und einer Büroangestellten. Sie studierte Angewandte Physik an der Robert Gordon University in Aberdeen, wo sie 2002 ihren Bachelor-Abschluss erhielt. 2012 erwarb sie einen Master-Abschluss in Nano-Biowissenschaften am University College Dublin. An der Dublin Business School erhielt sie ein Diplom in Projektmanagement und ein Zertifikat in Elektrotechnik. Ihre Masterarbeit bei Brian Rodriguez in der Nanoscale Function Group befasste sich mit der Adhäsion von Osteoblasten auf 3D-gedruckten Gerüsten. Während ihres Studiums der Nano-Biowissenschaften arbeitete sie als Projektingenieurin an der Entwicklung von Bioprintern bei dem Dubliner Startup Biotexo.
Redmond war eine Mentorin in der Tech-Startup-Szene von Cork und arbeitete auch als Forscherin am University College Dublin, wo sie Abschlussarbeiten im Bioprinting betreute. 2008 gründete sie ein Unternehmen zur Herstellung von Verkaufsautomaten und 2015 gründete sie Ourobotics, um ihre Arbeit zu kommerzialisieren. Ourobotics war ein Unternehmen für 3D-Biodruck, das einen Drucker entwickelte, der 10 verschiedene Biomaterialien gleichzeitig verwenden konnte. Tony Herbert, Unternehmer und Eigentümer des technischen Optikunternehmens Irish Precision Optics, wurde im August 2015 Direktor von Ourobotics, und das Unternehmen zog auf das Gelände des Optikunternehmens in Cork. Redmond entwarf und vermarktete zwei Bio-Drucker, darunter 2016 einen Drucker, der menschliches Gewebe drucken kann. Sie war eine Verfechterin von erschwinglicher und offener Wissenschaft, und der zweite 3D-Drucker von Ourobotics war vollständig Open Source.
Im Januar 2016 gewann das Unternehmen den ersten Preis bei dem internationalen Wettbewerb Silicon Valley Open Doors Europe. Das Unternehmen wurde auch im Rahmen eines Start-up-Adoptionsprogramms von Google ausgewählt.
Redmond starb unerwartet im Alter von 38 Jahren.
Zum Zeitpunkt ihres Todes waren fünf Patente für ihre neuen Innovationen im Bioprinting angemeldet.